# Хаберландт, Фритци
Фритци Хаберландт (нем. Fritzi Haberlandt; 6 июня 1975, Берлин, ГДР) — немецкая актриса
 театра, кино, телевидения, радио. Член Немецкой киноакадемии.

## Биография
С 1995 по 1999 год училась актёрскому мастерству в Академии драматического искусства «Эрнст Буш» в Берлине. Училась в одном классе с Ларсом Айдингером и Ниной Хосс.
Начала карьеру как театральная актриса. Работала с режиссёром Робертом Уилсоном в драмтеатре Берлинер ансамбль, с 1999 года — в Нью-Йорке. В конце 1999 года выступала на сцене Ганноверского театра (Schauspiel Hannover). В 2000—2006 — театра Талия в Гамбурге. С 2006 по 2008 год — берлинского Театра Максима Горького (Maxim-Gorki-Theater).
С 2009 года — актриса венского Бургтеатра.
Снялась в около 50 кино-, телефильмах и сериалах.

## Избранная фильмография
- 2008 — Луна и другие любовники — Дани
- 2009-2010 / 2016 — Место преступления (ТВ-сериал)
- 2016 — Туман в августе — сестра София
- 2017 — Тим Талер, или Проданный смех — госпожа Бебер
- 2017-2020 — Вавилон-Берлин (ТВ-сериал)
- 2018 — Германия-86 — Тина Фишер, врач (ТВ-сериал)
- 2020 — Германия-89 — Тина Фишер, врач (ТВ-сериал)

## Награды
- 2000/2001: Молодой актёр года
- 2000: Баварская кинопремия в категории «Начинающему актёру за лучшую женскую роль»
- 2001: Премия Боя Гоберта (Boy-Gobert-Preis)
- 2003: Премия Альфреда Керра (Alfred-Kerr-Darstellerpreis) за роли в фильмах «Время любить», «Время умирать» и «Романтика»
- 2004: Немецкая кинопремия (Deutscher Filmpreis) за лучшую женскую роль второго плана в фильме "Учимся лгать"
- 2007: Гессенская телевизионная премия (Hessian TV) за роль в телефильме «Ein Spätes Mädchen».
- 2012: Премия Эрнста Любича за фильм «Eine Insel namens Udo».

В 2022 году была избрана депутатом Федерального собрания Германии по списку Союза 90 / Зелёных от Бранденбурга.